# Championnat d'Algérie de football de deuxième division 1980-1981
 (janvier 2021).
Si vous disposez d'ouvrages ou d'articles de référence ou si vous connaissez des sites web de qualité traitant du thème abordé ici, merci de compléter l'article en donnant les références utiles à sa vérifiabilité et en les liant à la section « Notes et références ».
Navigation
Division 2
1979-1980 Division 2
1981-1982
La saison 1980-1981 de Division 2 est la 18e du championnat d'Algérie de seconde division. Deux groupes géographiques de 12 clubs chacun composent le championnat. Au terme de la saison, les promus en Nationale I sont l'IRB Aïn Béïda et l'USK Alger, vainqueurs respectifs des groupes Centre-Est et Centre-Ouest.

## Résumé de la saison
Dans le groupe Centre-Est, l'IRB Aïn Béïda et la JS Jijel se livrent une bataille serrée pour l'accession. L'IRBAB n'assure sa montée qu'à la dernière journée du championnat en s'imposant en déplacement face à l'IR Tidjara, pendant que la JSJ perdait à Aïn M'lila.

L'IRB Madania, auteur d'un bon parcours en Coupe, réussissant notamment l'exploit de sortir la JE Tizi-Ouzou, ne connait pas le même succès en Nationale II où il ne parvient pas à se maintenir. 
Sans concurrent dans le groupe Centre-Ouest, l'USK Alger domine les débats du début à la fin sans jamais lâcher sa place de leader. Le club algérois, relégué de D1, fait un retour rapide parmi l'élite et ponctue sa belle saison par une victoire historique en Coupe d'Algérie, après avoir perdu ses sept premières finales.

L'ARB El Harrach est relégué en Inter-Wilayas malgré quelques sursauts d'orgueil, notamment lors de la 16e journée face à l'USKA. Les Harrachis furent d'ailleurs les premiers à faire chuter le leader.

## Classements finaux
Le classement est établi sur le barème de points suivant : une victoire vaut 3 points, un match nul 2 points et une défaite 1 point.

### Groupe Centre-Est
Le classement final du groupe Centre-Est 1980-1981 est :
| Rang | Équipe                  | Pts | J  | G  | N | P  | Bp | Bc | Diff |
| ---- | ----------------------- | --- | -- | -- | - | -- | -- | -- | ---- |
| 1    | IRB Aïn Béïda           | 54  | 22 | 13 | 6 | 3  | 31 | 19 | +12  |
| 2    | JS Jijel                | 50  | 22 | 11 | 6 | 5  | 25 | 18 | +7   |
| 3    | AB Aïn M'lila           | 45  | 22 | 9  | 5 | 8  | 24 | 20 | +4   |
| 4    | MB Skikda               | 44  | 22 | 7  | 8 | 7  | 27 | 25 | +2   |
| 5    | CM Constantine          | 43  | 22 | 8  | 5 | 9  | 32 | 25 | +7   |
| 6    | IR Saha d'Alger R       | 43  | 22 | 8  | 5 | 9  | 32 | 33 | -1   |
| 7    | NRB Khroub              | 43  | 22 | 7  | 7 | 8  | 21 | 19 | +2   |
| 8    | WR Bordj Menail P       | 42  | 22 | 6  | 8 | 8  | 28 | 24 | +4   |
| 9    | USM Khenchela           | 42  | 22 | 7  | 6 | 9  | 22 | 31 | -9   |
| 10   | IR Bordj Bou Arreridj P | 41  | 22 | 8  | 3 | 11 | 27 | 32 | -5   |
| 11   | IR Tidjara              | 41  | 22 | 6  | 7 | 9  | 29 | 32 | -3   |
| 12   | IRB Madania             | 40  | 22 | 6  | 6 | 10 | 24 | 29 | -5   |

Promotions et relégations
- Montée en Division 1 1981-1982
- Maintenue en Division 2 1981-1982
- Relégation en Inter-Wilayas D3 1981-1982

Abréviations
R : Relégué de Division 1 1979-1980

P : Promus de Inter-Wilayas D3 1979-1980

### Groupe Centre-Ouest
| Rang | Équipe          | Pts | J  | G  | N  | P  | Bp | Bc | Diff |
| ---- | --------------- | --- | -- | -- | -- | -- | -- | -- | ---- |
| 1    | USK Alger R C   | 54  | 22 | 12 | 8  | 2  | 49 | 21 | +28  |
| 2    | ARB Arbaa       | 46  | 22 | 7  | 11 | 4  | 28 | 23 | +5   |
| 3    | IRB Relizane    | 46  | 22 | 9  | 6  | 7  | 25 | 35 | -10  |
| 4    | ESMKoléa        | 45  | 22 | 8  | 7  | 7  | 30 | 37 | -7   |
| 5    | WO Boufarik     | 45  | 22 | 8  | 7  | 7  | 36 | 35 | +1   |
| 6    | MB Saïda        | 44  | 22 | 7  | 8  | 7  | 28 | 29 | -1   |
| 7    | WM Tlemcen      | 43  | 22 | 6  | 9  | 7  | 25 | 21 | +4   |
| 8    | SR El Khemis    | 42  | 22 | 8  | 4  | 10 | 22 | 32 | -10  |
| 9    | OB Médéa        | 42  | 22 | 7  | 6  | 9  | 26 | 27 | -1   |
| 10   | ESOM Mostaganem | 41  | 22 | 6  | 7  | 9  | 24 | 27 | -3   |
| 11   | OS Tiaret       | 41  | 22 | 7  | 5  | 10 | 25 | 36 | -11  |
| 12   | ARB El Harrach  | 38  | 22 | 5  | 6  | 11 | 23 | 29 | -6   |

Promotions et relégations
- Montée en Division 1 1981-1982
- Maintenue en Division 2 1981-1982
- Relégation en Inter-Wilayas D3 1981-1982

Abréviations
R : Relégué de Division 1 1979-1980

P : Promus de Inter-Wilayas D3 1979-1980

C : Vainqueur de la coupe d'Algérie 1980-1981